# Рупърт Евърет
Рупърт Джеймс Хектор Евърет (на английски: Rupert James Hector Everett) е английски актьор. Носител е на награда Сателит и е номиниран за Европейска филмова награда, два Златни глобуса и две награди на БАФТА.

## Частична филмография
- 1983 – „Принцеса Дейзи“ (Princess Daisy)
- 1984 – Another Country
- 1987 – „Хроника на една предизвестена смърт“ (Crónica de una muerte anunciada)
- 1990 – „Удобни непознати“ (The Comfort of Strangers)
- 1994 – „Прет-а-порте“ (Prêt-à-Porter)
- 1994 – „Лудостта на крал Джордж“ (The Madness of King George)
- 1996 – „Дънстън сам в хотела“ (Dunston Checks In)
- 1997 – „Сватбата на най-добрия ми приятел“ (My Best Friend's Wedding)
- 1998 – „Влюбеният Шекспир“ (Shakespeare in Love)
- 1999 – „Идеалният мъж“ (An Ideal Husband)
- 1999 – „Инспектор Гаджет“ (Inspector Gadget)
- 1999 – „Сън в лятна нощ“ (A Midsummer Night's Dream)
- 2000 – „Почти идеално“ (The Next Best Thing)
- 2002 – „Колко е важно да бъдеш сериозен“ (The Importance of Being Earnest)
- 2002 – „Бодилчетата“ (The Wild Thornberrys Movie)
- 2002 – „Безусловна любов“ (Unconditional Love)
- 2003 – „Да убиеш крал“ (To Kill a King)
- 2003 – „Опасни връзки“ (Les Liaisons dangereuses)
- 2004 – „Шрек 2“ (Shrek 2) (глас)
- 2004 – „Двоен агент“ (A Different Loyalty)
- 2005 – „Хрониките на Нарния: Лъвът, Вещицата и дрешникът“ (The Chronicles of Narnia: The Lion, the Witch and the Wardrobe) (глас)
- 2005 – „Лъжи на разделението“ (Separate Lies)
- 2007 – „Звезден прах“ (Stardust)
- 2007 – „Шрек Трети“ (Shrek the Third) (глас)
- 2009 – „Свети Тринианс 2: Легенда за златото на Фритън“ (St Trinian's 2: The Legend of Fritton's Gold )
- 2010 – „Дива мишена“ (Wild Target)
- 2011 – „Истерия“ (Hysteria)
- 2013 – „Джъстин и рицарите на честта“ (Justin and the Knights of Valour) (глас)
- 2016 – „Домът на мис Перигрин за чудати деца“ (Miss Peregrine's Home for Peculiar Children)